# Mihailo Konstantinović
Mihailo Konstantinović (Čačak, 1897 — 1982) bio je srpski pravnik (tvorac Zakona o obligacionim odnosima koji je i danas na snazi), dekan Pravnog fakulteta u Beogradu, ministar, nosilac Albanske spomenice. Otac je poznatog srpskog pisca, filozofa, esejiste i književnog kritičara Radomira Konstantinovića.

## Biografija
Mihailo Konstantinović rođen je 10. (23.) marta 1897, u Čačku. Otac Ilija, nadničar i majka Pava (Ratković) izbegli su iz Sandžaka jer je Ilija došao u sukob sa turskim vlastima odbijajući da kuluči, da besplatno zida kuću, nekom lokalnom moćniku. Oboje su živeli od starine u tim krajevima i bavili se zemljoradnjom (u Kučinu, odnosno Čadinju i u selu Čelice u okolini Nove Varoši). Mihailo je školu učio u Čačku i bio odličan đak uprkos siromaštvu (oslobođen takse za svedočanstvo, jer je "imovnog stanja - sirotog") i uprkos činjenici da mu je majka bila nepismena, pa nije u porodici mogao imati nikakve pomoći pri učenju.

#### Prvi svetski rat i školovanje u Francuskoj
Po izbijanju Prvog svetskog rata, iako je tek bio završio šesti razred gimnazije, od avgusta 1914. do oktobra 1915. služio je dobrovoljno kao bolničar pisar u Drugoj vojnoj bolnici u Čačku. Nakon što je 6. oktobra 1915. godine Austrougarska balkanska armija pokrenula ofanzivu na Kraljevinu Srbiju, Konstantinović se u jesen i zimu 1915. povukao sa srpskom vojskom na jug. U legitimaciji Udruženja nosilaca Albanske spomenice na spisku je pod brojem 2256.
Januara 1916. prešao je u Francusku. U maju je stupio u Prvu četu Srpskog univerzitetskog bataljona u Žozijeu. Francuska vlada omogućila je srpskim đacima da pohađaju kurseve i dovrše svoje školovanje prekinuto ratom. Tu je i Mihailo maturirao krajem 1916.god.
Juna 1917. demobilisan je i poslat na studije prava. Njegov drug iz Univerzitetskog bataljona, najbliži prijatelj tokom celog života, Božidar Spasović iz Ivanjice poslat je na studije medicine, takođe u Lion. Tokom trogodišnjih studija prava Mihailo je imao prekid u studiranju jer se dobrovoljno prijavio u francusku vojsku i učestvovao u borbama na zapadnom frontu u 5, 30, i 254.puku poljske artiljerije. Diplomirao je 17. jula 1920. godine.
Po povratku u zemlju, ukazom Ministarstva pravde od 12. novembra 1920, postavljen je za pisara II klase Ohridskog prvostepenog suda. Međutim, ubrzo je dao otkaz na službu jer je dobio državnu stipendiju za doktorske studije. Konstantinović se vratio u Lion gde je od 1921. do avgusta 1923. bio na studijama. Doktorsku tezu "Le periculum vei renditae en droit romain classique" (Prilog teoriji rizika u rimskom klasičnom pravu) odbranio je 7. jula 1923. godine.

#### Pravo i politika
Nakon doktoriranja, ponovo je ukazom Ministarstva pravde vraćen na radno mesto u Ohridu, ali je tu ostao samo do kraja te godine jer je izabran za docenta na Pravnom fakultetu u Subotici, na katedri za građansko i međunarodno privatno pravo. Jula 1924. oženio se Radojkom (Bekom) Popović, kćerkom Sime Popovića, profesora gimnazije u Pirotu i Jelisavete Popović, učiteljice. Njen brat je bio Radomir Popović, pravnik, dugogodišnji direktor Državne klasne lutrije, a potom viši pravni referent Investicione banke (i on je prešao Albaniju i bio jedan od srpskih đaka u Žozijeu).
Avgusta 1926. Mihailo Konstantinović je unapređen u zvanje vanrednog profesora na fakultetu u Subotici. Februara 1935. premešten je na Pravni fakultet u Beogradu, gde je 1937. postao redovni profesor.
Od avgusta 1939. do marta 1941. bio je ministar bez portfelja i ministar pravde u vladi Dragiše Cvetkovića i jedan o jedan od idejnih tvoraca sporazuma Cvetković-Maček zajedno sa profesorima Mihailom Ilićem i Đorđem Tasićem. Dao je ostavku zbog neslaganja sa pristupanjem Trojnom paktu . Dok je bio ministar ostao je da radi na Pravnom fakultetu kao honorarni profesor.
Posle naredbe o kapitulaciji, aprila 1941. izbegao je u Egipat, odakle je prešao u Palestinu, pa je od strane vlade u Londonu poslat u Tursku, radi prikupljanja materijala o ratnim zločinima u Jugoslaviji i proučavanju pitanja odgovornosti za ratne zločine. Aprila 1942. vratio se u Egipat i bavio se istim poslom do juna 1944. kada ga je novi predsednik jugoslovenske vlade u Londonu, dr. Ivan Šubašić, pozvao u London da stupi u vladu sporazuma Tito-Šubašić, kao ministar spoljnih poslova ili ambasador u SAD. Odbio je da stupi u vladu, ali je sa Šubašićem išao u Italiju radi pregovora sa Nacionalnim komitetom oslobođenja Jugoslavije. Bio je spreman da pomaže Šubašićevu vladu, ali je odbio da preuzme bilo koji položaj govoreći: "Ne mogu odvesti Kralja u Kanosu". Nikada nije bio član ni jedne partije.
Februara 1945. vratio se u zemlju i nastavio da radi na Pravnom fakultetu kao šef katedre za građansko pravo. Rukovodio je Opštim seminarom (takođe za građansko pravo), tri puta je biran za dekana Pravnog fakulteta. Osnovao je Spoljnotrgovinsku arbitražu pri Privrednoj komori Jugoslavije i bio njen dugogodišnji predsednik. Osnivač je i prvi glavni i odgovorni urednik časopisa "Anali Pravnog fakulteta u Beogradu" (1953-1960). Izradio je nacrte većeg broja kapitalnih zakonskih tekstova, među kojima su između ostalih: Osnovni zakon o braku (1946), Osnovni zakon o odnosima roditelja i dece (1947), Osnovni zakon o starateljstvu (1947), Zakon o usvojenju (1947), Zakon o zastarelosti potraživanja (1953) i Zakon o nasleđivanju (1953).
Godine 1969. objavio je, u izdanju Pravnog fakulteta u Beogradu, knjigu "Obligacije i ugovori, skica za zakonik o obligacijama i ugovorima". Osim disertacije štampane u Lionu 1923. to je jedina njegova knjiga. Svoja predavanja iz obligacionog prava nije štampao kao posebnu knjigu, nego je samo dozvolio da se ta predavanja, za potrebe slušalaca na opštem kursu, objavljuju šapirografisano, kao Obligaciono pravo sa podnaslovom: Beleške sa predavanja prof. Mihaila Konstantinovića. Takođe ni svoje članke iz oblasti obligacionog prava i teorije građanskog prava nije uobličio u posebnu knjigu. Tek posle smrti Mihaila Konstantinovića 1982. časopis Anali u u dvobroju 3-4, za istu godinu, objavio je izbor njegovih članaka, štampanih između 1924. i 1976, u uverenju da će tako "ovo veliko pravničko blago postati dostupno širokom krugu korisnika, posebno mladih i služiti im kao putokaz, uzor i podstrek."
Umro je u Beogradu 30. januara 1982. godine

## Odlikovanja i priznanja
- Nosilac Albanske spomenice
- Redovni član Matice srpske, 24. juli 1920. god.
- Kraljevski orden Svetog Save - prvog reda, 1. oktobar 1939. god.
- Kraljevski orden Belog orla - trećeg reda, 3. oktobar. 1940.god.
- Odlikovanje grčkog kralja Konstantina, 2. avgust 1966. god.
- Spomen plaketa grada Beograda 1974.
- Orden zasluga za narod sa zlatnom zvezdom, 25. 5. 1978.god.
- Zlatna plaketa Privredne komore Beograda 1978.
- Sedmojulska nagrada
- Dopisni član JAZU